# Vevi
Vevi è un romanzo fantastico di narrativa per ragazzi della scrittrice austriaca Erica Lillegg. Pubblicato per la prima volta ad Amburgo nel 1955 con le illustrazioni della pittrice tedesca Dorothea Stefula (1914-1997), rappresenta il maggior successo della scrittrice assieme a Zolfanello. È stato pubblicato in Italia nel 1959 nella collana Il Martin Pescatore della Vallecchi, con la traduzione di Isa Costanzi. È stato tradotto in olandese nel 1956, in svedese e italiano nel 1959, in danese nel 1961 e in giapponese e ripubblicato in Italia nel 1991 da Salani Editore. 
Nel 2019, dopo la "riscoperta" delle opere di Erica Lillegg, è stato tratto dal romanzo un adattamento teatrale, con la regia di Bérénice Hebenstreit.

## Trama
Christian e Vevi sono due fratelli orfani che vivono a Vienna con la zia, una donna severissima solo nei confronti di Vevi, poiché Christian è molto prolifico nello studio, rappresentando il classico studente-modello. Il rapporto tra i due fratelli è ottimo, con Vevi che pone sempre domande a Christian, che nonostante la stranezza di queste domande cerca di dare sempre alla sorella delle risposte. Christian però deve partire per andare a studiare a Parigi e Vevi non è molto contenta di ciò, sapendo che soffrirà la mancanza del fratello. Nel frattempo a Vevi viene regalata una radice magica da Mamma topo, in segno di riconoscenza per aver salvato i suoi cuccioli da un serpente. Questa radice è in grado di prendere le sembianze di Vevi, così che ella possa scappare dai propri doveri, come lo studio, e dalla severità della zia e della nuova educatrice privata, la signora Grassona. Così Vevi decide di andare a Parigi per andare a trovare il fratello Christian, lasciando al suo posto la magica radice. Il modo in cui Vevi si dirige verso Parigi è particolare: usa una palla di cannone come mezzo di trasporto. Durante tutta la restante durata del romanzo si può assistere agli stranissimi incontri di cui Vevi è protagonista.